# باتريك شابمان
باتريك شابمان (بالإنجليزية: Patrick Chapman)‏ هو مؤلف وشاعر أيرلندي، ولد في 1968 في جزيرة أيرلندا في جمهورية أيرلندا.

## روابط خارجية
- باتريك شابمان على موقع IMDb (الإنجليزية)